# La setta dei vampiri - Il segreto
La setta dei vampiri - Il segreto è il 1° romanzo della saga La setta dei vampiri di Lisa J. Smith, pubblicato nel 1996 negli Stati Uniti e nel 2009 in italiano.

## Trama
Poppy è una ragazza di sedici anni che si prepara a vivere un'estate fantastica in compagnia del suo migliore amico, James, per cui ha una cotta segreta. Iniziate le vacanze estive Poppy comincia a stare male e viene portata in ospedale, dove le viene diagnosticato un cancro maligno al pancreas ed ha solo dalle 3 settimane ai 3 mesi di vita. James, che anche lui ha una cotta per Poppy, non potendo sopportare la situazione di terrore e incoscienza della ragazza decide di rivelarle chi è veramente infrangendo le regole del Mondo delle Tenebre. In realtà James è una lamia, un ragazzo nato vampiro, che fa parte di un club chiamato Night World e vive come un normale essere umano assumendo però sangue giornalmente. Una sera intruffolatosi di nascosto nella sua camera d'ospedale, propone a Poppy di trasformarla in vampiro e lei, pur essendo spaventata dalla situazione, accetta sapendo che dovrà lasciare la sua vita per sempre o altrimenti dovrà morire. Con l'aiuto di Phil, fratello gemello della ragazza, James prepara un piano che consiste nel disseppellirla dopo il falso funerale e portarla via con sé nel suo appartamento. Il giorno dopo James per sbrigare delle faccende familiari, lascia Poppy in casa da sola, che riceve una spiacevole visita da Ash, il cugino di James, una persona malvagia, manipolatrice che rispetta alla perfezione le leggi del Mondo delle Tenebre, che capisce che Poppy è stata trasformata illegalmente. Dopo averle spiegato tutti i problemi che avrebbe potuto dare a James, in particolar modo la morte, la convince a seguirlo a Las Vegas dove la porta ad un ballo dato da Thierry, un Anziano, in modo che la possa denunciare davanti a tutti. James e Phil sapendo dell'accaduto li raggiungono al party dove il vampiro affronta in un primo momento il cugino e avendo vinto riporta con sé Poppy che scopre insieme al fratello di essere una strega quindi un membro del Popolo delle Tenebre da parte del padre. Volendone sapere di più Poppy e James si recano da suo padre, salutando Phil sapendo di non poterlo vedere mai più.

## Edizioni
- Lisa J. Smith, La setta dei vampiri. Il segreto, Vertigo, 2009,  pp. 240 pagine, ISBN 978-88-541-1572-9.